# 박선주 (가수)
박선주(1971년 2월 24일 ~ )는 대한민국의 가수이다. 현재는 서울종합예술실용학교 실용음악 전공 교수로 재직 중이다.

## 경력
| -      | 뉴타입이엔티 수석프로듀서                              |
| 2013.1 | 두원공과대학교 K팝학과 겸임교수                        |
| -      | 동덕여자대학교 실용음악과 교수                         |
| 2010   | Mnet '슈퍼스타K2' 전속 보컬트레이너                    |
| 2007   | 명지전문대학 실용음악과 겸임교수                       |
| 2006.1 | 서울종합예술직업학교 실용음악예술학부 겸임교수         |
| 2001   | 서울예술종합원 재즈학과 보컬교수                       |
| 1997.3 | 숭실대학교 글로벌미래교육원 음악계열 실용음악 보컬교수 |

| 2009 | 엠넷 아시안 뮤직 어워드 올해의가사상                  |
| 2007 | 제4회 한국대중음악상 올해의여자가수상, 최우수팝싱글상 |
| 1989 | 제10회 강변가요제 은상                                |

## 생애 및 음악 활동
고등학교 시절 이수만이 MC를 맡고 MBC에서 방영된 "젊음은 빛나"에 출연한 후, 1989년 MBC 강변가요제에서 〈귀로〉로 은상을 수상했다. 이듬해인 1990년 첫 번째 앨범 《하루 이틀 그리고..》를 내면서 가요계에 데뷔했다. 이 앨범에서 조규찬과 부른 〈소중한 너〉가 크게 히트하면서 대중적인 주목과 인기를 얻게 된다. 1993년에 2집 《내가 그리고 싶었던 그림》에서는 빛과 소금, 정원영, 김현철 등이 참여하면서 R&B 및 도회적인 색감이 한층 짙어진다. 그뒤 잠시 음반 녹음 및 음악 공부를 이유로 미국에 거주하다가 2년후인 1995년 3집 《Alphabet Soup》를 발매하고 당시 유행하던 댄스와 랩을 가미하면서 음악적으로 큰 방향전환 시도를 하게 된다. 〈남자는 항상 여자에게 첫사랑이길 원한다〉가 준히트를 하지만, 안타깝게도 해당 음반은 큰 성공을 거두는 데는 그치지 못했다. 이 작품 이후 박선주는 다양한 음악적 변신과 공부를 거듭하며 10여년간 내공을 다진다. 그리고 11년만인 2006년 재즈와 일렉트로니카, 소울까지 가미된 4집 《A4rism》이 평단의 호평을 받으며 세상에 공개되었고, 이듬해인 2007년 락이 가미된 5집 《Dreamer》가 발매되었다.
그녀는 보컬 트레이너로도 유명하며, 많은 가수들의 보컬 트레이닝 및 배우들의 발음과 발성 트레이너로도 활약했다. 2012년 요리사 강레오와 결혼하여 1녀를 두었다.

## 학력
- 정신여자고등학교 (졸업)
- 서울예술전문대학 실용음악과 (졸업)
- 뉴욕대학교 심리학과 (졸업)

## 앨범
- 1집 - 하루 이틀 그리고...(1990)
- 2집 - 내가 그리고 싶었던 그림 (1993)
- 3집 - Alphabet Soup (1995)
- 4집 - A4rism (2006)
- 5집 - Dreamer (2007)

## 저서
- 《박선주의 하우쏭》 (위즈덤하우스)

## 방송 출연
- 2017년, 2021년 MBC 《미스터리 음악쇼 복면가왕》
- 2020년 ~ 2021년 TV조선 《내일은 미스트롯2》
- 2021년 TV조선 《내일은 국민가수》
- 2022년 TV조선 《아바드림》
- 2022년 TV조선 《미스터트롯2 - 새로운 전설의 시작》
- 2023년 TV조선 《쇼퀸》